# Осъзнат сън
Осъзнат сън е сън, при който сънуващият е наясно, че сънува, докато сънят се случва. Когато сънуващите осъзнават, те могат да участват активно във въображаемите преживявания на съня и да ги манипулират. Осъзнатите сънища могат да бъдат изключително живи и реални в зависимост от степента на самоосъзнатост на сънуващия по време на съня.
Осъзнатият сън може да започне по два начина. Осъзнат сън, започнат по време на сън, започва като нормален сън и сънуващият евентуално установява, че сънува. Осъзнат сън, започнат от будно състояние, се появява, когато сънуващият премине от будно състояние директно в съня без забележима липса на осъзнатост. Осъзнатото сънуване е изследвано научно и съществуването му е доказано.

## Научна история
Първата книга, подчертаваща научния потенциал на осъзнатите сънища, е изследването Осъзнати сънища на Селиа Грийн от 1968 г. Преглеждайки стари източници, както и нови данни от нейни изследвания, Грийн анализира основните характеристики на тези сънища и стига до заключението, че те са категория преживявания, твърде различна от обикновените сънища. Тя предсказва, че те ще се окажат свързани със съня с бързо движение на очите (REM сън). Също така Грийн е първата, която свързва осъзнатите сънища с феномена фалшиво събуждане.
Текстът Сънуване на философа Норман Малкълм от 1959 г. оспорва възможността за проверка на точността на докладваните сънища. Въпреки това идеята, че движенията на очите, извършени в съня, оказват влияние на физическите очи на сънуващия, предоставят начин да докаже, че съответните движения в будно състояние могат да бъдат възпроизведени, щом сънят стане осъзнат. Първото доказателство от този тип е получено през 70-те години на XX век от британския парапсихолог Кейт Хеърни. Доброволец на име Алън Уърсли използвал движения на очите, за да сигнализира началото на осъзнат сън, които били записани от полисомнограф.
Резултатите на Хеърни не били широко разпространени. Първата подобна статия била публикувана няколко години по-късно от Стивън Лаберж в Станфордския университет, който независимо бил разработил подобна техника като част от своята докторска дисертация. През 80-те години на XX век били получени по-нататъшни научни доказателства, потвърждаващи съществуването на осъзнато сънуване, като сънуващите били способни да демонстрират на изследователите, че са наясно с това, че са в състояние на сън (отново основно чрез използване на сигнали с движение на очите). В допълнение са разработени техники, за които експериментално е доказано, че увеличават вероятността за постигане на такова състояние. Изследванията на техниките и ефектите на осъзнатото сънуване продължават в много университети и други центрове, включително и Института по осъзнатост на Лаберж.

## Изследване и клинични приложения

### Невробиологичен модел
Ученият Алън Хобсън е дал хипотеза какво може би се случва в мозъка по време на осъзнат сън. Първата стъпка към осъзнатия сън е самото разпознаване, че всъщност се сънува. Това разпознаване може да възникне в дорзолатералния префронтален кортекс, който е една от няколкото зони, деактивирани по време на REM сън и в които се проявява паметта. Веднъж щом тази зона се активира, разпознаването на съня се появява и сънуващият трябва да бъде внимателен, за да могат съновиденията да продължат, но и достатъчно съзнателен, за да може да ги разпознае.

### Лечение на кошмари
Предполага се, че хората, които страдат от кошмари, могат да се облагодетелстват от способността да осъзнаят, че сънуват. Пилотно проучване, проведено през 2006 г., показва, че лечението с осъзнато сънуване успява да намали честотата на кошмарите. To се състои в излагане на идеята, овладяване на техниката и упражняване в осъзнато сънуване. Като цяло, лечението се оказва успешно, въпреки че не е ясно кои от аспектите му допринасят за преодоляването на кошмарите.
Австралийският психолог Милън Колик е изследвал приложението на принципите на разказвателната терапия заедно с осъзнатото сънуване, за да намали не само кошмарите по време на сън, но и депресия, самонараняване и други проблеми при будно състояние.

### Възприятие на времето
Показано е, че скоростта, с която времето тече при осъзнато сънуване, е почти същата като тази при будно състояние. Въпреки това изследване в Германия през 1995 г. показва, че осъзнатото сънуване може да има променливи времеви периоди, при които сънуващият може да контролира продължителността. Изследването се провежда по време на сън и след събуждане, като от участниците се изисква да водят записки за сънищата си и за тяхната продължителност. През 1985 г. Лаберж провежда пилотно изследване, при което участниците отброяват десет секунди, докато сънуват; краят на броенето се сигнализира с предварително указано движение на окото, което се отчита. Резултатите на Лаберж са потвърдени от германски изследвания през 2004 г. В изследване, проведено от Д. Ерлахер и М. Шредл, се разглежда двигателната активност и се открива, че сгъването на коляното отнема 44% повече време при осъзнато сънуване.

### Преживявания, близки до смъртта и извън тялото
При изследване на 14 осъзнато сънуващи, проведено през 1991 г., хора, които постигат осъзнат сън, който е започнат от будно състояние, съобщават за преживявания, сходни като аспекти с преживявания извън тялото, като например плаване над леглото и чувство за напускане на тялото. Поради феноменологичното застъпване на осъзнатите сънища, преживяванията близки до смъртта и извън тялото, изследователите вярват, че може да се разработи метод за постигане на осъзнати сънища подобни на преживяванията близки до смъртта в лабораторни условия.

## Културна история
Въпреки че привлича общественото внимание през последните няколко десетилетия, осъзнатото сънуване не е съвременно откритие. В писмо, написано от Августин от Хипон през 415 г., се споменава за осъзнато сънуване. През XVIII век тибетските будисти практикували форма на Съновна йога, целяща да постигне пълно осъзнаване при състояне на сън. Тази система е подробно обсъдена и обяснена в книгата Съновна йога и практиката на естествената светлина. Едно от важните послания в тази книга е различаването между Дзогчен медитация на осъзнаване и съновна йога. Дзогчен медитацията на осъзнаване се означава с още термини като риггпа осъзнаване, съзерцаване и присъствие. Осъзнаване по време на сън е свързано с Дзогчен практика на естествената светлина. Тази практика само постига осъзнато сънуване като вторичен ефект – за разлика на това съновна йога се цели главно към осъзнато сънуване. Според будистките учители, преживяването на осъзнатост ни помага да разберем нереалността на феномена, който в противен случай би ни завладял по време на сън или при преживявания близки до смъртта.
Философът и лекар Сър Томас Брауни (1605 – 1682) е друг документиран осъзнато сънуващ. Брауни бил възхитен от света на сънищата и съобщава за своята способност да сънува осъзнато в своята книга Religio Medici: „... вече в един сън аз мога да композирам цяла комедия, съзирам действието, разбирам закачките и се смея буден на остроумието там“. Подобно на това, Самюел Пийпс в дневника си на 15 август 1665 г. записва сън: „така аз държах моята лейди Касълмейн в ръцете си и бях допуснат да се отдам на флиртуване с нея колкото пожелая, и тогава сънувах, че това не може да е в действителност, а е само сън“. Маркиз Ерве де Сен-Дени вероятно е първият човек, опитал се да докаже, че е възможно за всеки да се научи да сънува осъзнато. През 1867 г. той публикува книгата си Les Reves et les Moyens de Les Diriger; Observations Pratiques (Сънища и как да ги направляваме; практически наблюдения), в която документира повече от 20 години от собствените си наблюдения върху сънищата.
Терминът lucid dreaming (осъзнато/ясно сънуване) е предложен от холандския автор и психиатър Фредерик ван Ееден в статията му „Изследване на сънища“ от 1913 г. Този документ бил доста анекдотичен и не бил възприет от научното общество. Някои го разглеждат като погрешно название, тъй като смисълът му е по-скоро като „бистро или ярко“ сънуване. Алтернативният термин съзнателно сънуване избягва това объркване. Въпреки това терминът ясно е бил използван от ван Ееден в смисъла си на „имащ прозрение“, като във фразата ясен интервал по-скоро се отнася за някого във временна ремисия от психоза, отколкото за качеството на възприемане, което би могло да е или да не е бистро и ярко.
През 1950-те, за ловците събирачи Сеной от Малайзия е съобщено, че значително използват осъзнато сънуване, за да постинат психическо здраве, въпреки че по-късни проучвания опровергават тези твърдения.
Антропологическите изследвания на Карлос Кастанеда от 1968 г., които по-късно се превръщат в новела на новото време – Учението на Дон Хуан, разкриват, че древните мексикански народи знаели за осъзнатото сънуване и го насърчавали.

## В киното
- Генезис (филм, 2010)